# 덕포항 (거제시)
덕포항(德浦港)은 경상남도 거제시 덕포동에 있는 어항이다. 2003년 2월 3일 어촌정주어항으로 지정하여 관리하고 있다. 시설관리자는 거제시장이다.

## 어항 연혁
- 강망산(江望山) 아래 깊은 골짜기에 웃골, 감자골, 중땀 새몰, 대밭몰 여러개의 촌락인 본래이 덕상리(德上里)를 상덕(上德)마을이라 하였다. 본래 큰개를 덕포(德浦)라 하였는데 갯마을, 아래마을로 본래이 덕하리(德下里)를 하덕(下德)마을이라 하였다.

## 어항 구역
- 수역: 미지정(거제시 덕포동 81-9번지 수역)
- 육역: 미지정

## 어항 시설
- 물양장, 방파제

## 주요 어종
- 성게, 멍게, 해삼 등